# Callimantis antillarum
Callimantis antillarum är en bönsyrseart som beskrevs av Henri Saussure 1859. Callimantis antillarum ingår i släktet Callimantis och familjen Mantidae. Inga underarter finns listade i Catalogue of Life.